# Liste der Landkreise und kreisfreien Städte in Rheinland-Pfalz
Die Liste der Landkreise und kreisfreien Städte in Rheinland-Pfalz gibt eine allgemeine Übersicht über die 24 Landkreise und 12 kreisfreien Städte in Rheinland-Pfalz. Die derzeitige Verwaltungsgliederung des Landes kam durch die Kreisreform von 1969 bis 1974 zustande, bei der die bisherigen 39 Landkreise und 12 kreisfreien Städte neu gegliedert wurden. Einzigartig ist dabei, dass der Landkreis Germersheim seine Struktur (mit einer kleinen Ausnahme am 16. März 1974) bis heute behielt.
Das Land Rheinland-Pfalz ist mit 19.857,93 Quadratkilometern flächenmäßig das neuntgrößte Land der Bundesrepublik Deutschland. Nach Einwohnerzahlen steht es mit 4.174.311 Menschen an siebter Stelle. Die durchschnittliche Bevölkerungsdichte beträgt 210 Einwohner pro Quadratkilometer, wobei diese innerhalb der einzelnen Landkreise stark variieren kann. So beträgt die Bevölkerungsdichte in der Stadt Mainz 2281 Einwohner pro Quadratkilometer, im Rhein-Pfalz-Kreis 513 Einwohner pro Quadratkilometer und im Eifelkreis Bitburg-Prüm nur 64 Einwohner pro Quadratkilometer. Bevölkerungsreichster Landkreis ist der Landkreis Mayen-Koblenz mit 219.001 Einwohnern, bevölkerungsärmster der Landkreis Vulkaneifel mit 61.912 Einwohnern. Die größte kreisfreie Stadt ist Mainz mit 222.889 Einwohnern. Flächenmäßig größter Kreis ist der Eifelkreis Bitburg-Prüm, der mit 1.626,93 Quadratkilometern nach der Größe der Landkreise in Deutschland an 47. Stelle steht. Der kleinste Kreis ist mit 305,01 Quadratkilometern der Rhein-Pfalz-Kreis.

## Aufbau
Die nachfolgende Liste ist folgendermaßen aufgebaut:
- Kreis, kreisfreie Stadt: Name des Landkreises beziehungsweise der kreisfreien Stadt
- Kreisstadt: Name der Kreisstadt: Bei den kreisfreien Städten ist die Zelle leer.
- Wappen: offizielles Wappen des Kreises beziehungsweise der kreisfreien Stadt
- Lage: Lagekarte der Kreise beziehungsweise der kreisfreien Städte innerhalb des Landes Rheinland-Pfalz
- Kfz: Kraftfahrzeugkennzeichen der jeweiligen Gebietskörperschaft
- Ew: Einwohnerzahl der jeweiligen Gebietskörperschaft mit Stand vom 31. Dezember 2023[1]
- Fläche: Fläche der jeweiligen Gebietskörperschaft in Quadratkilometern (km²)[2]
- Ew/km²: Bevölkerungsdichte in Einwohnern je Quadratkilometer
- Bemerkungen: weitere Informationen bezüglich geografischer Besonderheiten der jeweiligen Städte und Kreise aufgeführt, darunter etwa Berge, Flüsse und größere Seen
- Bild: ein typisches Bild aus der Region, mit der die jeweilige Gebietskörperschaft identifiziert wird

## Übersicht
| Landkreis/ kreisfreie Stadt                   | Kreisstadt                | Wappen          | Lage            | Kfz             | Ew        | Fläche (in km²) | Ew/km² | Bemerkungen | Bild                                                          |
| --------------------------------------------- | ------------------------- | --------------- | --------------- | --------------- | --------- | --------------- | ------ | --- | ------------------------------------------------------------- |
| Ahrweiler                                     | Bad Neuenahr-Ahrweiler    |                 |                 | AW              | 128.741   | 787,05          | 164    | grenzt an Nordrhein-Westfalen; Flüsse: Rhein und Ahr; Teile der Eifel im Kreisgebiet | Nürburgring                                                   |
| Altenkirchen (Westerwald)                     | Altenkirchen (Westerwald) |                 |                 | AK              | 131.907   | 642,37          | 205    | grenzt an Nordrhein-Westfalen; Flüsse: Sieg, Wied und Nister; Westerwalds Siegerland | Herdorf                                                       |
| Alzey-Worms                                   | Alzey                     |                 |                 | AZ              | 133.430   | 588,08          | 227    | grenzt an Hessen; Fluss: Rhein; Alzeyer Hügelland, Teile des Rheinhessische Schweiz | Alzeyer Schloss                                               |
| Bad Dürkheim                                  | Bad Dürkheim              |                 |                 | DÜW             | 134.711   | 594,64          | 227    | Pfalz, Teile des Pfälzerwaldes | Dürkheimer Riesenfass                                         |
| Bad Kreuznach                                 | Bad Kreuznach             |                 |                 | KH              | 161.852   | 863,89          | 187    | Fluss: Nahe; Hunsrück, Rheinhessen, Nordpfälzer Bergland | Neustadt in Bad Kreuznach                                     |
| Bernkastel-Wittlich                           | Wittlich                  |                 |                 | WIL, BKS        | 115.083   | 1.167,89        | 99     | Fluss: Mosel; Eifel, Hunsrück, höchster Berg von Rheinland-Pfalz Erbeskopf | Blick vom Erbeskopf                                           |
| Birkenfeld                                    | Birkenfeld                |                 |                 | BIR             | 81.918    | 776,82          | 105    | grenzt an das Saarland; Fluss: Nahe; Hunsrück; Westrich | Schloss Oberstein                                             |
| Cochem-Zell                                   | Cochem                    |                 |                 | COC, ZEL        | 62.669    | 692,47          | 91     | Fluss: Mosel; Eifel, Hunsrück | Cochem                                                        |
| Donnersbergkreis                              | Kirchheimbolanden         |                 |                 | KIB, ROK        | 76.088    | 645,42          | 118    | Fluss: Alsenz; Nordpfälzer Bergland, Pfälzerwald; höchster Berg der Pfalz Donnersberg | Donnersberg                                                   |
| Eifelkreis Bitburg-Prüm                       | Bitburg                   |                 |                 | BIT, PRÜ        | 104.435   | 1.626,93        | 64     | flächenmäßig größter Kreis von Rheinland-Pfalz; bis Ende 2006 Bezeichnung „Bitburg-Prüm“; grenzt an Belgien und Luxemburg sowie an Nordrhein-Westfalen; Flüsse: Kyll, Nims, Prüm, Our und Sauer; Eifel | Abteikirche Prüm                                              |
| Frankenthal (Pfalz) (kreisfreie Stadt)        |                           |                 |                 | FT              | 49.122    | 43,88           | 1119   | Fluss: Isenach; Oberrheinische Tiefebene | Rathaus von Frankenthal                                       |
| Germersheim                                   | Germersheim               |                 |                 | GER             | 131.492   | 463,32          | 284    | grenzt an Frankreich und Baden-Württemberg; Flüsse: Rhein, Lauter; Oberrheingraben | Festung Germersheim                                           |
| Kaiserslautern (kreisfreie Stadt)             |                           |                 |                 | KL              | 101.486   | 139,70          | 726    | Fluss: Lauter; Pfälzerwald | Fritz-Walter-Stadion                                          |
| Kaiserslautern                                | Kaiserslautern            |                 |                 | KL              | 108.540   | 639,98          | 170    | grenzt an das Saarland; Fluss: Lauter; Pfälzerwald, Nordpfälzer Bergland | Landstuhl, größte Stadt des Kreises, aus der Vogelperspektive |
| Koblenz (kreisfreie Stadt)                    |                           |                 |                 | KO              | 115.298   | 105,25          | 1095   | Flüsse: Rhein und Mosel (Deutsches Eck); Ausläufer des Maifelds, des Westerwalds und des Hunsrück | Deutsches Eck                                                 |
| Kusel                                         | Kusel                     |                 |                 | KUS             | 71.140    | 573,58          | 124    | grenzt an das Saarland; Flüsse: Lauter und Glan; Nordpfälzer Bergland | Altstadt von Kusel                                            |
| Landau in der Pfalz (kreisfreie Stadt)        |                           |                 |                 | LD              | 48.341    | 82,94           | 583    | Pfälzerwald, Oberrheinische Tiefebene | Marktplatz in Landau                                          |
| Ludwigshafen am Rhein (kreisfreie Stadt)      |                           |                 |                 | LU              | 176.110   | 77,43           | 2274   | grenzt an Baden-Württemberg und bildet mit dem direkt angrenzenden baden-württembergischen Mannheim ein Doppelzentrum; Fluss: Rhein; Oberrheingraben                                                   | BASF-Hochhaus                                                 |
| Mainz (kreisfreie Stadt)                      |                           |                 |                 | MZ              | 222.889   | 97,73           | 2281   | Landeshauptstadt, größte Stadt von Rheinland-Pfalz; grenzt an Hessen und bildet mit dem direkt angrenzenden hessischen Wiesbaden ein Doppelzentrum; Fluss: Rhein                                       | Mainzer Dom                                                   |
| Mainz-Bingen                                  | Ingelheim am Rhein        |                 |                 | MZ, BIN         | 215.286   | 605,37          | 356    | grenzt an Hessen; Flüsse: Rhein und Nahe; Rheinhessen | Binger Mäuseturm                                              |
| Mayen-Koblenz                                 | Koblenz                   |                 |                 | MYK, MY         | 219.001   | 817,67          | 268    | bevölkerungsreichster Kreis von Rheinland-Pfalz; Flüsse: Rhein, Mosel, Nette und Elzbach; Westerwald, Maifeld, Pellenz                                                                                 | Burg Eltz                                                     |
| Neustadt an der Weinstraße (kreisfreie Stadt) |                           |                 |                 | NW              | 53.920    | 117,09          | 461    | Fluss: Speyerbach; Haardt, Oberrheinische Tiefebene | Hambacher Schloss                                             |
| Neuwied                                       | Neuwied                   |                 |                 | NR              | 188.139   | 627,04          | 300    | grenzt an Nordrhein-Westfalen; Flüsse: Rhein, Wied; Westerwald | Schloss Neuwied                                               |
| Pirmasens (kreisfreie Stadt)                  |                           |                 |                 | PS              | 40.941    | 61,35           | 667    | Pfälzerwald | Altes Rathaus in Pirmasens                                    |
| Rhein-Hunsrück-Kreis                          | Simmern/Hunsrück          |                 |                 | SIM, GOA        | 106.227   | 991,07          | 107    | Fluss: Rhein; Hunsrück | Oberwesel                                                     |
| Rhein-Lahn-Kreis                              | Bad Ems                   |                 |                 | EMS, DIZ, GOH   | 124.796   | 782,18          | 160    | grenzt an Hessen; Flüsse: Rhein und Lahn; Westerwald und Taunus | Marksburg                                                     |
| Rhein-Pfalz-Kreis                             | Ludwigshafen am Rhein     |                 |                 | RP              | 156.346   | 305,01          | 513    | flächenmäßig kleinster Kreis von Rheinland-Pfalz; grenzt an Hessen und Baden-Württemberg; Fluss: Rhein; bis 2003 Landkreis Ludwigshafen                                                                | Altes Rathaus in Schifferstadt                                |
| Speyer (kreisfreie Stadt)                     |                           |                 |                 | SP              | 51.203    | 42,71           | 1199   | grenzt an Baden-Württemberg; Flüsse: Rhein und Speyerbach; Oberrheinische Tiefebene | Speyerer Dom                                                  |
| Südliche Weinstraße                           | Landau in der Pfalz       |                 |                 | SÜW             | 112.894   | 639,95          | 176    | grenzt an Frankreich; Flüsse: Lauter und Queich; Pfälzerwald und Oberrheinische Tiefebene; liegt an der Deutschen Weinstraße                                                                           | Deutsche Weinstraße bei Edesheim                              |
| Südwestpfalz                                  | Pirmasens                 |                 |                 | PS, ZW          | 94.912    | 953,59          | 100    | grenzt an Frankreich und das Saarland; Quelle des Lauterbach; Pfälzerwald und Westricher Hochfläche | Jungfernsprung in Dahn                                        |
| Trier (kreisfreie Stadt)                      |                           |                 |                 | TR              | 112.737   | 117,06          | 963    | Fluss: Mosel; Ausläufer des Hunsrück und der Eifel | Porta Nigra                                                   |
| Trier-Saarburg                                | Trier                     |                 |                 | TR, SAB         | 153.814   | 1.102,22        | 140    | grenzt an Luxemburg und das Saarland; Flüsse: Mosel, Sauer, Saar, Ruwer; Hunsrück | Saarburg                                                      |
| Vulkaneifel                                   | Daun                      |                 |                 | DAU             | 61.912    | 911,66          | 68     | bevölkerungsärmster Kreis von Rheinland-Pfalz; bis Ende 2006 Bezeichnung Landkreis Daun; grenzt an Nordrhein-Westfalen; Fluss: Kyll; Eifel                                                             | Dauner Maare                                                  |
| Westerwaldkreis                               | Montabaur                 |                 |                 | WW              | 206.709   | 989,05          | 209    | grenzt an Nordrhein-Westfalen und Hessen; Flüsse: Nister; Wied und Sayn; Westerwald; entstand 1974 aus den Kreisen Unterwesterwaldkreis und Oberwesterwaldkreis                                        | Schloss Montabaur                                             |
| Worms (kreisfreie Stadt)                      |                           |                 |                 | WO              | 85.609    | 108,73          | 787    | grenzt an Hessen; Flüsse: Rhein; Pfrimm; Oberrheinische Tiefebene | Wormser Dom                                                   |
| Zweibrücken (kreisfreie Stadt)                |                           |                 |                 | ZW              | 34.613    | 70,64           | 490    | grenzt an das Saarland; Flüsse: Schwarzbach; Hornbach; Westrich | Herzogschloss Zweibrücken                                     |
| Rheinland-Pfalz                               | Rheinland-Pfalz           | Rheinland-Pfalz | Rheinland-Pfalz | Rheinland-Pfalz | 4.174.311 | 19.857,93       | 210    | |                                                               |